# بخش کوتلاسکی
بخش کوتلاسکی (به لاتین: Kotlassky District) یک منطقهٔ مسکونی در روسیه است که در استان آرخانگلسک واقع شده‌است.